# NARグランプリサラブレッド4歳以上最優秀馬
NARグランプリサラブレッド4歳以上最優秀馬は、NARグランプリの競走馬部門の1つ。該当年度中に活躍した4歳以上馬が対象となる。創設は1994年。2010年に廃止された。なお、本項では2011年より創設されたNARグランプリ4歳以上最優秀牡馬、NARグランプリ4歳以上最優秀牝馬についても取り扱う。

## 歴代受賞馬

### NARグランプリサラブレッド4歳以上最優秀馬
- 馬齢は2000年までは旧表記。
- 2010年のタイトル名はNARグランプリ4歳以上最優秀馬[1]

| 年     | 受賞馬             | 性齢 | 年度成績 （主な重賞勝ち鞍）           | 生産者           | 所属   | 調教師     | 馬主                               |
| ------ | ------------------ | ---- | ------------------------------------- | ---------------- | ------ | ---------- | ---------------------------------- |
| 1994年 | トミシノポルンガ   | 牡6  | 7戦2勝 東海桜花賞                     | 小松隆弘         | 笠松   | 加藤健     | 冨士野年恭                         |
| 1995年 | マルブツセカイオー | 牡6  | 10戦5勝 東海菊花賞                    | 原武美           | 名古屋 | 斉藤弘光   | 大沢毅                             |
| 1996年 | マルブツセカイオー | 牡7  | 8戦3勝 東海桜花賞                     | 原武美           | 名古屋 | 斉藤弘光   | 大沢毅                             |
| 1997年 | アブクマポーロ     | 牡6  | 9戦6勝 東海ウインターステークス       | 高澤俊雄         | 船橋   | 出川克己   | 鑓水秋則                           |
| 1998年 | アブクマポーロ     | 牡7  | 9戦8勝 川崎記念、帝王賞、東京大賞典   | 高澤俊雄         | 船橋   | 出川克己   | 鑓水秋則                           |
| 1999年 | メイセイオペラ     | 牡6  | 6戦5勝 フェブラリーステークス、帝王賞 | 高橋啓           | 岩手   | 佐々木修一 | （有）明正商事                     |
| 2000年 | インテリパワー     | 牡6  | 9戦2勝 川崎記念                       | 笹川大晃牧場     | 川崎   | 秋山重美   | 佐橋五十雄                         |
| 2001年 | トーホウエンペラー | 牡5  | 10戦5勝 東京大賞典                    | 千葉飯田牧場     | 岩手   | 千葉四美   | （株）東豊物産                     |
| 2002年 | トーホウエンペラー | 牡6  | 8戦3勝 マイルチャンピオンシップ南部杯 | 千葉飯田牧場     | 岩手   | 千葉四美   | （株）東豊物産                     |
| 2003年 | ネームヴァリュー   | 牝5  | 10戦4勝 帝王賞                        | 飛野牧場         | 船橋   | 川島正行   | （有）飛野牧場                     |
| 2004年 | ナイキアディライト | 牡4  | 8戦2勝 かしわ記念                     | ハシモトファーム | 船橋   | 出川龍一   | 小野スミ                           |
| 2005年 | アジュディミツオー | 牡4  | 5戦1勝 東京大賞典                     | 藤川ファーム     | 船橋   | 川島正行   | 織戸眞男                           |
| 2006年 | アジュディミツオー | 牡5  | 6戦4勝 川崎記念、かしわ記念、帝王賞   | 藤川ファーム     | 船橋   | 川島正行   | 織戸眞男                           |
| 2007年 | フジノウェーブ     | 牡5  | 7戦4勝 JBCスプリント                  | 笹島政信         | 大井   | 高橋三郎   | 大志総合企画（株）                 |
| 2008年 | フリオーソ         | 牡4  | 7戦2勝 帝王賞                         | ハシモトファーム | 船橋   | 川島正行   | ダーレー・ジャパン・ファーム（有） |
| 2009年 | フリオーソ         | 牡5  | 6戦1勝 ダイオライト記念               | ハシモトファーム | 船橋   | 川島正行   | ダーレー・ジャパン・ファーム（有） |
| 2010年 | フリオーソ         | 牡6  | 7戦2勝 帝王賞                         | ハシモトファーム | 船橋   | 川島正行   | ダーレー・ジャパン・ファーム（有） |

### NARグランプリ4歳以上最優秀牡馬
| 年     | 受賞馬             | 性齢 | 年度成績 （主な重賞勝ち鞍）                                                      | 生産者                     | 所属 | 調教師     | 馬主                                |
| ------ | ------------------ | ---- | -------------------------------------------------------------------------------- | -------------------------- | ---- | ---------- | ----------------------------------- |
| 2011年 | フリオーソ         | 牡7  | 3戦2勝 川崎記念、かしわ記念                                                      | ハシモトファーム           | 船橋 | 川島正行   | ダーレー・ジャパン・ファーム（有）  |
| 2012年 | フリオーソ         | 牡8  | 4戦0勝 かしわ記念2着、川崎記念3着                                                | ハシモトファーム           | 船橋 | 川島正行   | ダーレー・ジャパン・ファーム（有）  |
| 2013年 | セイントメモリー   | 牡6  | 7戦5勝 京成盃グランドマイラーズ、サンタアニタトロフィー、 オーバルスプリント     | バンブー牧場               | 大井 | 月岡健二   | 内海正章                            |
| 2014年 | サミットストーン   | 牡6  | 10戦3勝 浦和記念、大井記念、東京大賞典3着                                        | （有）レキシントンファーム | 船橋 | 矢野義幸   | 河崎五市                            |
| 2015年 | ハッピースプリント | 牡4  | 8戦1勝 浦和記念、かしわ記念3着、帝王賞3着                                        | 辻牧場                     | 大井 | 森下淳平   | （有）辻牧場                        |
| 2016年 | ソルテ             | 牡6  | さきたま杯、かしわ記念2着                                                        | 下村繁正                   | 大井 | 寺田新太郎 | （株）フロンテイア・キリー          |
| 2017年 | ブルドッグボス     | 牡5  | クラスターカップ                                                                 | 鮫川啓一                   | 浦和 | 小久保智   | HimRockRacingホールディングス（株） |
| 2018年 | キタサンミカヅキ   | 牡8  | 東京盃                                                                           | 広中稔                     | 船橋 | 佐藤賢二   | 大野商事                            |
| 2019年 | ブルドッグボス     | 牡7  | JBCスプリント                                                                    | 鮫川啓一                   | 浦和 | 小久保智   | HimRockRacingホールディングス（株） |
| 2020年 | サブノジュニア     | 牡6  | JBCスプリント、アフター5スター賞                                                 | 藤沢牧場                   | 大井 | 堀千亜樹   | 中川三郎                            |
| 2021年 | ミューチャリー     | 牡5  | JBCクラシック、大井記念                                                          | 芳住鉄兵                   | 船橋 | 矢野義幸   | 石瀬丈太郎                          |
| 2022年 | イグナイター       | 牡4  | 6戦3勝 黒船賞、かきつばた記念                                                    | 春木ファーム               | 兵庫 | 新子雅司   | 野田善己                            |
| 2023年 | イグナイター       | 牡5  | 7戦4勝 黒潮スプリンターズカップ、さきたま杯、園田チャレンジカップ、JBCスプリント | 春木ファーム               | 兵庫 | 新子雅司   | 野田善己                            |
| 2024年 | ライトウォーリア   | 牡7  | 5戦2勝 川崎記念、報知オールスターカップ                                          | ノーザンファーム           | 川崎 | 内田勝義   | (有)キャロットファーム              |

### NARグランプリ4歳以上最優秀牝馬
| 年     | 受賞馬             | 性齢 | 年度成績 （主な重賞勝ち鞍）                                        | 生産者           | 所属   | 調教師     | 馬主                 |
| ------ | ------------------ | ---- | ------------------------------------------------------------------ | ---------------- | ------ | ---------- | -------------------- |
| 2011年 | ラブミーチャン     | 牝4  | 9戦3勝 習志野きらっとスプリント                                    | グランド牧場     | 笠松   | 柳江仁     | 小林祥晃             |
| 2012年 | ラブミーチャン     | 牝5  | 6戦3勝 東京盃、習志野きらっとスプリント                            | グランド牧場     | 笠松   | 柳江仁     | 小林祥晃             |
| 2013年 | ラブミーチャン     | 牝6  | 6戦5勝 東京スプリント、習志野きらっとスプリント、 クラスターカップ | グランド牧場     | 笠松   | 柳江仁     | 小林祥晃             |
| 2014年 | ピッチシフター     | 牝4  | 9戦4勝 東海桜花賞、名港盃、秋桜賞                                  | グランド牧場     | 愛知   | 川西毅     | （有）グランド牧場   |
| 2015年 | サンバビーン       | 牝5  | 6戦2勝 ノースクイーンカップ、ビューチフル・ドリーマーカップ        | 岡田牧場         | 北海道 | 田中淳司   | 岡田隆寛             |
| 2016年 | トーコーヴィーナス | 牝4  | 読売レディス杯、秋桜賞、レディスプレリュード2着                    | 坂東牧場         | 兵庫   | 吉行龍穂   | 森田藤治             |
| 2017年 | ララベル           | 牝5  | JBCレディスクラシック                                              | 社台ファーム     | 大井   | 荒山勝徳   | 吉田照哉             |
| 2018年 | ディアマルコ       | 牝5  | 兵庫サマークイーン賞、佐賀ヴィーナスカップ、秋桜賞                 | 松平牧場         | 高知   | 那俄性哲也 | （有）アシスタント   |
| 2019年 | クレイジーアクセル | 牝4  | クイーン賞、ビューチフルドリーマーカップ、ノースクイーンカップ     | 川上牧場         | 大井   | 渡邉和雄   | 市原高一             |
| 2020年 | サルサディオーネ   | 牝6  | クイーン賞、マリーンカップ、報知グランプリカップ                   | 荒谷牧場         | 大井   | 堀千亜樹   | 菅原広隆             |
| 2021年 | サルサディオーネ   | 牝7  | 日本テレビ盃                                                       | 荒谷牧場         | 大井   | 堀千亜樹   | 菅原広隆             |
| 2022年 | サルサディオーネ   | 牝8  | 9戦2勝 さきたま杯、ビューチフルドリーマーカップ                    | 荒谷牧場         | 大井   | 堀千亜樹   | 菅原広隆             |
| 2023年 | スピーディキック   | 牝4  | 6戦1勝 東京シンデレラマイル                                        | 熊谷武           | 浦和   | 藤原智行   | 加藤鈴幸             |
| 2024年 | キャリックアリード | 牝5  | 6戦1勝 秋桜賞                                                      | ノーザンファーム | 大井   | 藤田輝信   | (有)シルクレーシング |